# プロヴィンシャル・リーグ
プロヴィンシャル・リーグ（โปรวินเชียลลีก、Provincial League）は、1999年から2008年までタイ王国にあったサッカーリーグである。略称はプロ・リーグ（โปรลีก、Pro League）。
タイスポーツ庁（SAT）と観光・スポーツ省によって組織され、1999年に「プロヴィンシャル・リーグ」のリーグ名で発足した。その後2004年に「プロフェッショナル・リーグ (Professional League)」に改称され、2007年にふたたび「プロヴィンシャル・リーグ」に改められた。2009年にリージョナルリーグ・ディヴィジョン2（3部相当）に統合された。

## 歴史
プロヴィンシャル・リーグは、1999年にタイスポーツ庁（SAT）と観光・スポーツ省によって組織された。プロ・リーグ創設のアイデアは、完全プロの選手の導入と地方のサッカークラブの支援というふたつの目的から生まれた。プロ・リーグが創設される以前、もうひとつの全国トップリーグであるタイ・プレミアリーグの参加クラブの多くは行政当局や軍隊、大手民間企業によるアマチュアクラブだった。クラブはすべてバンコクに所在し、地方のクラブは行政からの支援を受けていなかった。タイスポーツ庁は様々な行政区のチームからなる新リーグの創設を決めた。
1999年から2006年までのあいだ、プロ・リーグにはプロ・リーグ1とプロ・リーグ2というふたつのディビジョンがあった。プロ・リーグ1はホーム・アンド・アウェー方式で行われ、下位2チームがプロ・リーグ2に降格した。プロ・リーグ2は地理的に5つの地域に分けて行われた。各地域の上位2チームはシーズン最後に開催されるトーナメントへと進み、優勝および準優勝チームがプロ・リーグ1に昇格した。
2005年と2006年はプレミアリーグの所属クラブ数を増やす方針に伴って、上位2チームがプレミアリーグに昇格した。2005年は優勝したチョンブリーと準優勝のスパンブリー、2006年は準優勝がタイ・ポートのリザーブチームだったため、優勝したTOT SCと3位のナコーンパトム・ユナイテッドが昇格した。
2007年、プロ・リーグ1はタイ・プレミアリーグ（1部）とタイ・ディヴィジョン1リーグ（2部）に吸収された。プロ・リーグ2はリーグ名を「プロヴィンシャル・リーグ」に改め、これまでと同じフォーマットで実施された。シーズン終盤のトーナメントはSATチャンピオンシップと名付けられ、上位2チームがタイ・ディヴィジョン2リーグ（3部）に昇格した。
2009年、プロヴィンシャル・リーグはタイサッカー協会によってタイ・ディヴィジョン2リーグに完全に統合された。

## 優勝クラブ

### プロ・リーグ1
- 1999/00 - シーサケートFC
- 2001 - ナコーンサワンFC
- 2002 - スパンブリーFC
- 2003 - ナコーンサワンFC
- 2004 - スパンブリーFC
- 2005 - チョンブリーFC
- 2006 - TOT SC
- 2007 - ロッブリーFC
- 2008 - サムットプラーカーンFC

### プロ・リーグ2
- 2004 - サトゥーン・ユナイテッドFC
- 2005 - ピッサヌロークFC
- 2006 - ラーチャブリーFC

## 過去の結果

### プロ・リーグ1
| 年度    | 優勝                 | 準優勝                                        | 3位                                                                  |
| ------- | -------------------- | --------------------------------------------- | -------------------------------------------------------------------- |
| 1999/00 | シーサケート         | スパンブリー                                  | サトゥーン                                                           |
| 2001    | ナコーンサワン       | スパンブリー                                  | チョンブリー                                                         |
| 2002    | スパンブリー         | チョンブリー                                  | ナコーンサワン                                                       |
| 2003    | ナコーンサワン       | スパンブリー                                  | チョンブリー                                                         |
| 2004    | スパンブリー         | ナコーンサワン                                | ナコーンパトム                                                       |
| 2005    | チョンブリー         | スパンブリー                                  | ナコーンパトム                                                       |
| 2006    | TOT                  | タイ・ポート 2 (タイ・ポートのリザーブチーム) | ナコーンパトム                                                       |
| 2007    | ロッブリー           | ソンクラー                                    | ブリーラム（3位） クラビー（4位） （準決勝敗退後の3位決定戦）        |
| 2008    | サムットプラーカーン | チャイヤプーム                                | アーントーン（3位） クラビー（3位） （トーナメント方式の準決勝敗退） |

### プロ・リーグ2
| 年度 | 優勝           | 準優勝               | 3位            | 4位              |
| ---- | -------------- | -------------------- | -------------- | ---------------- |
| 2004 | サトゥーン     | パンガー             | チャンタブリー | パッタルン       |
| 2005 | ピッサヌローク | サコンナコーン       | コーンケン     | チャチューンサオ |
| 2006 | ラーチャブリー | サムットソンクラーム | ラヨーン       | クラビー         |